# Zeisige
Die Zeisige (Spinus) stellen eine Gattung in der Familie der Finken (Fringillidae) dar. Der Name Zeisig stammt ursprünglich aus dem Westslawischen (tschechisch: „čížek“, polnisch: „czyżyk“) und wurde im 13. bzw. 14. Jahrhundert ins Mittelhochdeutsche entlehnt. Auch einige Vögel außerhalb der Gattung Spinus tragen den Namensteil -zeisig, so etwa die Birkenzeisige (Acanthis spec.) und der Zitronenzeisig (Carduelis citrinella). Die einzige europäische Art der Gattung Spinus ist die weit verbreitete Typusart Erlenzeisig (Spinus spinus). Außer dem Tibetzeisig kommen alle anderen Arten der Gattung nur auf dem amerikanischen Kontinent vor.

## Merkmale
Zeisige sind kleine bis mittelgroße Finken mit meist kurzen, kräftigen, kegelförmigen Schnäbeln. Die Körpergrößen variieren in einem Rahmen von 9 bis 15 Zentimetern, das Körpergewicht liegt zwischen 12 und 20 Gramm. Die Spannweite liegt bei den meisten Arten im Bereich um 20 Zentimeter. Das Gefieder vieler Arten ist auffällig bunt, allerdings mit breiter Variation innerhalb der Gattung. Arten wie der Erlenzeisig und der Fichtenzeisig sind mit gelblich-grünen Gefieder oberseits und gräulich gestreifter Unterseite recht unauffällig, während z. B. der tropische Kapuzenzeisig auffallend hellrot ist. Der Geschlechtsdimorphismus ist bei vielen Arten nur im Gefieder ausgeprägt, wobei die Weibchen tendenziell unauffälliger sind.
Der Gesang vieler Arten ist oft zwitschernd, knirschend und fiepend, obwohl einige neotropische Arten, wie der Magellanzeisig auch melodiöseren Gesang vortragen.

## Lebensraum und Ernährung
Viele Arten der Gattung bewohnen Wälder, allerdings werden von Vertretern einiger Arten auch Savannen, offenes Buschland, auch Plantagen, Gärten und Parks genutzt. Zeisige kommen praktisch in allen Höhenlagen bis über 3000 m vor.
Hauptnahrung der meisten Arten sind Sämereien und Knospen, aber auch andere pflanzliche Nahrung und Insekten kommen als Nahrungsquelle vor.

## Evolution

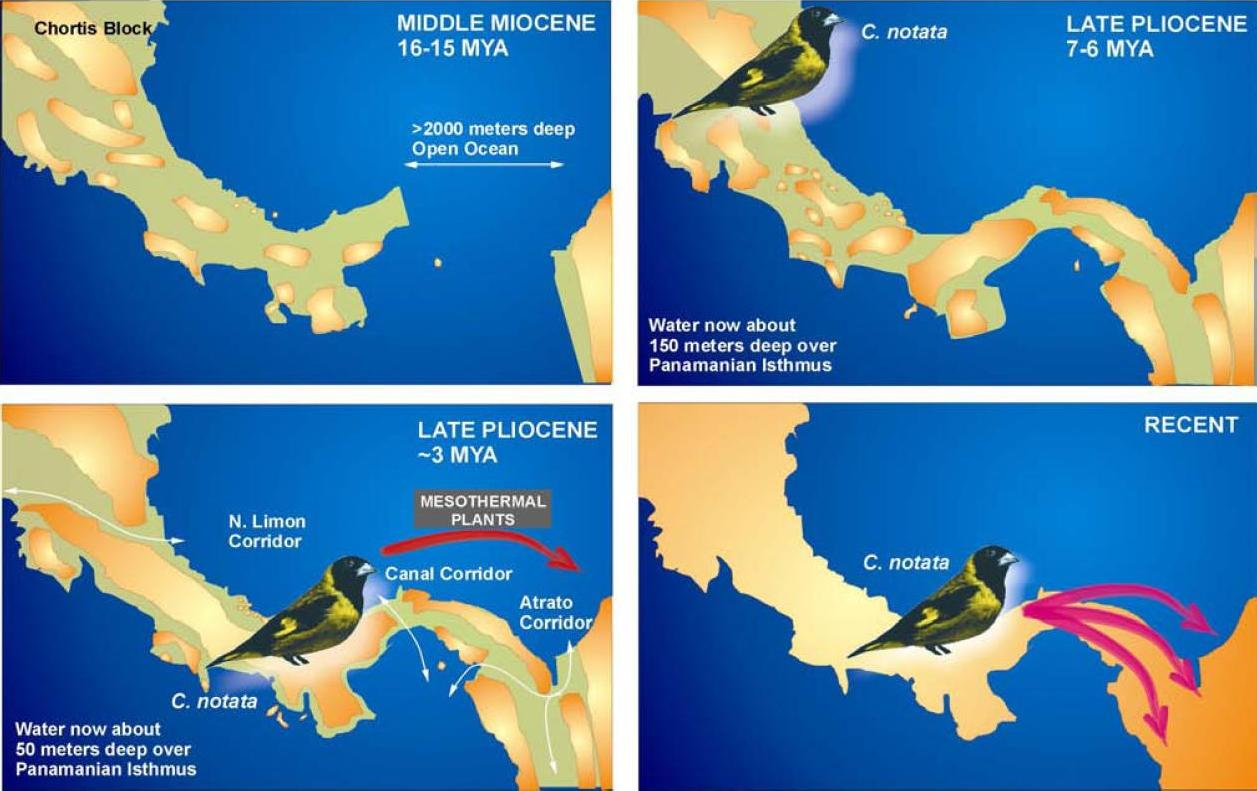
Der Schwarzbrustzeisig (Spinus notatus) breitet sich nach der Schließung des Isthmus von Panama nach Südamerika aus

In heutiger Zusammensetzung enthält die Gattung noch zwei eurasische Arten und 18 amerikanische. Diese haben sich nach einer Arbeit von Arnaiz-Villen et al. (2012) möglicherweise in drei Radiationen über den Doppelkontinent verbreitet. Die mittelamerikanische Radiation vor etwa 5 Mio. Jahren führt danach auf den Goldzeisig und seine engen Verwandten (engl. „goldfinches“). Der Schwarzbrustzeisig könnte dem Vorfahren der südamerikanischen Arten recht nahe stehen. Die Radiation begann etwa vor 3,5 Mio. Jahren in Mittelamerika, konnte Südamerika aber erst erreichen, nachdem durch die Schließung des Isthmus von Panama entsprechende Nahrungspflanzen nach Südamerika eingewandert waren. Eventuell nach einer Besiedlung Amerikas durch den Erlenzeisig (oder seines Vorfahren) vor etwa 2,7 Mio. Jahren entstanden schließlich einige der heute noch in Nordamerika verbreiteten Arten, u. a. der mit diesem eng verwandte Fichtenzeisig.

## Systematik
Lange Zeit waren die Zeisige zusammen mit vielen anderen Finkenvögeln, darunter weitere mit Namensteil -zeisig, in der großen Gattung Carduelis (sensu lato) vereinigt. Durch DNA-Untersuchungen des mitochondrialen Cytochrom b wurde festgestellt, dass auch die Kreuzschnäbel (Loxia) in dieser Gattung Carduelis s.l. enthalten sind. Zudem ist der Stieglitz (Carduelis carduelis) außerhalb der Gattung am nächsten mit dem damals Zitronengirlitz (Serinus citrinella) genannten Vogel verwandt. Um Paraphylie zu vermeiden, wurde dieser als Zitronenzeisig (Carduelis citrinella) in derselben Gattung eingeordnet. Durch mehrjährige Gefangenschaftsbeobachtungen an asiatischen und europäischen Stieglitzunterarten und an den drei Chloris-Arten Grünfink (Chloris chloris), Himalayagrünfink (Chloris spinoides) und Chinagrünfink (Chloris sinica) wurde gezeigt, dass die verschiedenen Unterarten des Stieglitzes und die drei untersuchten Grünlingsarten zwei in sich geschlossene, ohne Übergangsformen voneinander getrennte Gruppen der Carduelis-Gattung bilden.
Letztlich wurde die artenreiche Gattung Carduelis aufgeteilt, um die Verwandtschaftsverhältnisse besser widerzuspiegeln. Die Typusart der Gattung Carduelis, der Stieglitz verblieb dabei mit nur zwei anderen eng verwandten Arten in dieser Gattung, während ein großer Teil, vornehmlich amerikanischer Vögel, in die wiedererrichtete Gattung Spinus ausgegliedert wurde, die schon 1816 durch Carl Ludwig Koch beschrieben war und dort mit dem deutschen Namen „Zeisige“ angegeben wurde.

## Arten
- Andenzeisig (S. spinescens)
- Bartzeisig (S. barbatus)
- Dickschnabelzeisig (S. crassirostris)
- Erlenzeisig (S. spinus)
- Fichtenzeisig (S. pinus)
- Gelbbauchzeisig (S. xanthogastra)
- Goldzeisig (S. tristis)
- Guatemalazeisig (C. atriceps)
- Haitizeisig (S. dominicensis)
- Kapuzenzeisig (S. cucullatus)
- Kordillerenzeisig (S. uropygialis)
- Magellanzeisig (S. magellanicus)
- Maskenzeisig (S. lawrencei)
- Mexikozeisig (S. psalstria)
- Olivzeisig (S. olivaceus)
- Safranzeisig (S. siemiradzkii)
- Schwarzbrustzeisig (S. notatus)
- Schwarzzeisig (S. atratus)
- Tibetzeisig, (S. thibetanus)
- Yarrellzeisig (S. yarrellii)

## Bildergalerie

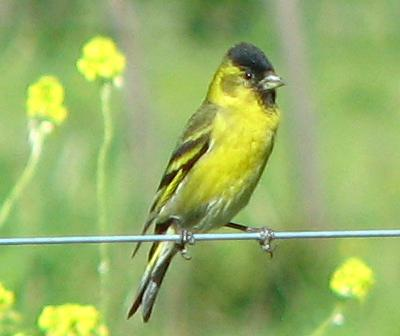
Bartzeisig
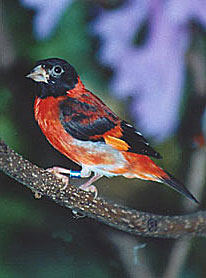
Kapuzenzeisig
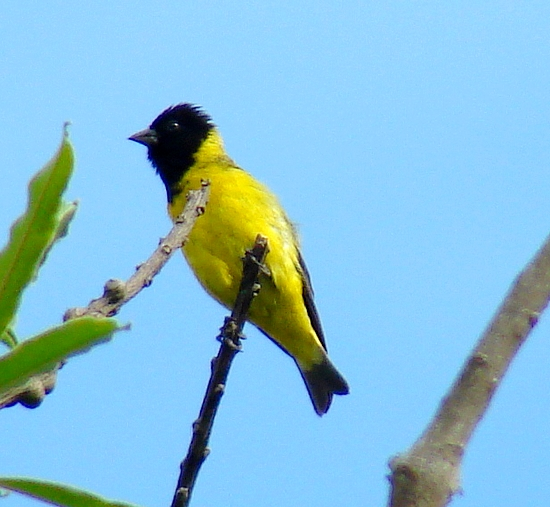
Magellanzeisig
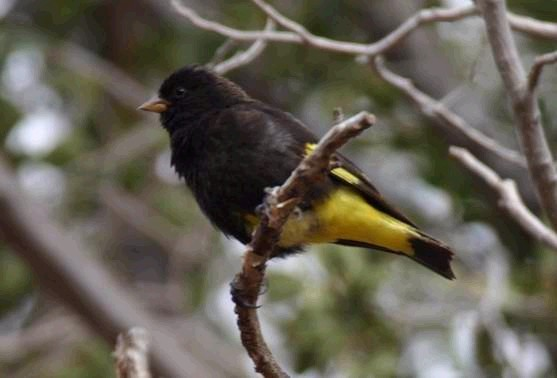
Schwarzzeisig